# IC 336
IC 336 је емисиона маглина у сазвјежђу Бик која се налази на листи објеката дубоког неба у Индекс каталогу.
Деклинација објекта је + 23° 24' 0" а ректасцензија 3h 37m 0,0s.